# Corona de Tucson, Arizona
Corona de Tucson är en ort (CDP) i Pima County, i delstaten Arizona, USA. Enligt United States Census Bureau har orten en folkmängd på 5 675 invånare (2010) och en landarea på 15,8 km².